# Ribera Alta
Ribera Alta (in castigliano) o Erriberagoitia (in basco) è un comune spagnolo situato nella comunità autonoma dei Paesi Baschi.